# Air Cairo
Air Cairo je egyptská nízkonákladová letecká společnost, částečně vlastněna EgyptAir. Byla založena v roce 2003 a operuje charterové lety z Egypta do Evropy a na Blízký východ.

## Flotila
K lednu 2021 byla flotila následující:
| letoun          | počet v provozu | objednávky | pozn. |
| --------------- | --------------- | ---------- | ----- |
| Airbus A320-200 | 7               | —          |       |
| Airbus A320neo  | —               | 3          |       |
| celkem          | 7               | 3          |       |